# Robert Pattinson
Robert Douglas Thomas Pattinson (London, 1986. május 13.) brit színész, modell, zenész és filmproducer.
Az egyik legismertebb brit színésszé vált Hollywoodban és a világ legszexisebb színészei között is emlegetik. Leginkább Edward Cullen vámpír megformálásáról ismert az Alkonyat-filmsorozatban, mely Stephenie Meyer azonos című regényei alapján készült. Az Alkonyat-sorozat előtt a Harry Potter és a Tűz Serlege című filmből volt ismert, mint Cedric Diggory.

## Gyermekkora és családja
London Barnes negyedében született. Anyja, Clare egy modellügynökségnek dolgozott, apja, Richard veterán autókat importált az USA-ból. Két nővére van, a három évvel idősebb Lizzy, aki énekesnő és dalszövegíró, valamint az öt évvel idősebb Victoria, aki reklámkészítéssel foglalkozik. Pattinson a Tower House School és a Harrodian School iskolákba járt, már hatévesen szerepelt iskolai színházi produkciókban.
15 évesen csatlakozott a Barnes Theatre Company színtársulathoz. Thornton Wilder Our Town című darabjában látta meg egy ügynök, így indult el filmes karrierje.

## Pályafutása

### Modellkedés
Pattinson 12 éves korában kezdett el modellkedéssel foglalkozni, de csak négy évet töltött a fényképezőgépek lencséje előtt, és a színész maga „sikertelennek” nevezte ilyen irányú törekvéseit. Ezt a sikertelenséget annak tulajdonította, hogy míg serdülőkorában csaknem lányos külsővel rendelkezett, ami akkoriban felkapott volt a modellügynökségek körében, férfiasabbá válása után már nem kapott többé munkát.
2007-ben Pattinson volt az arca a Hackett divatcég kampányának.

### Színészet

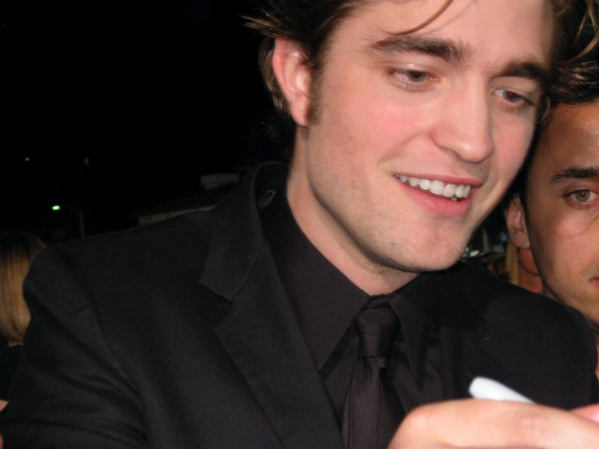
2008-ban, az Alkonyat premierjén.

Első filmes szerepe a német A gyűrű átka című filmben volt, Giselher szerepében. 2004-ben a Hiúság vására című filmben is feltűnt, de jelenetét kivágták, csak a DVD változaton látható.
2005-ben megkapta Cedric Diggory szerepét a Harry Potter és a Tűz Serlege című filmben, alakításáért a The Times a „jövő brit sztárjának” nevezte. Több kritikus is az új Jude Lawként kezdte emlegetni.
2008-ban megkapta Edward Cullen szerepét az Alkonyat című filmben. 3000 ember közül választották ki Edward szerepére, bár Pattinson úgy nyilatkozott, hogy a meghallgatás során attól tartott, nem lesz képes azt a „tökéletességet” nyújtani, amit a szereplőtől elvártak. A két folytatásban, az Alkonyat – Újholdban és a 2010. június 30-án mozikba került Alkonyat – Napfogyatkozásban és az Alkonyat-Hajnalhasadás(1-2)-ben is ő alakítja a vámpír Edwardot.
2008-ban a Little Ashes című filmben Salvador Dalí katalán szürrealista festőművészt formálja meg. Szerepelt a How To Be és az Emlékezz rám című filmekben (utóbbinak producere is volt), valamint a The Summer House című rövidfilmben.
2009-ben Pattinson a 81. Oscar-gála egyik díjátadója volt.
2009. november 10-én a Revolver Entertainment Robsessed címmel DVD-t jelentett meg, mely a színész életével és népszerűségével foglalkozik. 10 millió fontos keresetével a The Daily Telegraph a tíz legjobban kereső színész közé sorolta Pattinsont.
Pattinson Georges Duroy-t alakítja a Guy de Maupassant 1885-ös azonos című regénye alapján készülő, 2012-ben mozikba került Bel Ami című filmben, melyet többek között Budapesten is forgattak. Ugyancsak 2011-re tervezik a Water for Elephants című film bemutatóját, melyben Christoph Waltz és Reese Witherspoon lesz a partnere.

### Zene
- Let Me SignAz Alkonyat című filmben Robert Pattinson énekli a dalt. Dalszerző: Bobby Long és Marcus Foster. A dal a Twilight Original Soundtrack album iTunes Digital verziójában bónuszdalként szerepel.

Nem tudod lejátszani a fájlt?
Pattinson gitározik és zongorázik, zeneszerzéssel is foglalkozik. Az Alkonyat című film zenéjében is közreműködött, a Never Think című dalt Sam Bradleyvel közösen írta és ő is énekli, valamint a Let Me Sign című dalt is ő énekelte fel a filmzenei albumra. Catherine Hardwicke a film egyik első vágásakor adta hozzá a dalokat a filmzenéhez Pattinson tudta nélkül, aki később beleegyezett, hogy a dalok szerepeljenek a filmben is, ne csak az albumon.
A How To Be című film zenei albumán három olyan dal van, amit Pattinson ad elő, mindhármat Joe Hastings írta.
Pattinson úgy nyilatkozott, hogy a filmzenéken kívül sosem voltak más felvételei, de klubokban már korábban is fellépett. 2008-ban a Bad Girls nevű együttessel is fellépett.

## Magánélete
2008-ban és 2009-ben a People magazin a világ legszexisebb férfijai közé sorolta, 2010-ben pedig bekerült a People A világ legszebb emberei listájába is. 2009-ben a Glamour magazin felmérése szerint a világ legszexisebb férfijának választották az olvasók. A GQ magazin Nagy-Britannia legjobban öltözött férfijának nevezte. 18 millió dolláros gázsijának köszönhetően bekerült a legjobban fizetett hollywoodi színészek közé. 2010-ben a Time magazin a világ 100 legbefolyásosabb embere közé választotta.
Robert Pattinson viaszszobra a londoni, amszterdami és a New York-i Madame Tussauds-múzeumban is megtekinthető.
Pattinson jótékonysági eseményeken is részt vesz, 2009 decemberében egy aláírt gitárt ajánlott fel, 2010 januárjában pedig a haiti földrengés áldozatainak megsegítésére rendezett Hope for Haiti Now: A Global Benefit for Earthquake Relief című televíziós műsorban is részt vett, ahol a telefonos felajánlásokat hírességek fogadták.
Pattinson 2018 közepe óta él párkapcsolatban Suki Waterhouse angol színésznő és énekes-dalszerzővel. 2024 márciusában megszületett első közös gyermekük. A pár jegyben jár és Los Angelesben él.

## Filmográfia

### Film
| Év   | Magyar cím                        | Eredeti cím                               | Szerep                                 | Magyar hang     | Rendező                 |
| ---- | --------------------------------- | ----------------------------------------- | -------------------------------------- | --------------- | ----------------------- |
| 2004 | A hiúság vására                   | Vanity Fair                               | idősebb Rawdy Crawley (törölt jelenet) | –               | Mira Nair               |
| 2005 | Harry Potter és a Tűz Serlege     | Harry Potter and the Goblet of Fire       | Cedric Diggory                         | Seder Gábor     | Mike Newell             |
| 2007 | Harry Potter és a Főnix Rendje    | Harry Potter and the Order of the Phoenix | Cedric Diggory (archív felvétel)       | Seder Gábor     | David Yates             |
| 2008 |                                   | How to Be                                 | Art                                    |                 | Oliver Irving           |
| 2008 | Alkonyat                          | Twilight                                  | Edward Cullen                          | Szvetlov Balázs | Catherine Hardwicke     |
| 2009 | Alkonyat – Újhold                 | The Twilight Saga: New Moon               | Edward Cullen                          | Szvetlov Balázs | Chris Weitz             |
| 2009 | Lorca és Dali                     | Little Ashes                              | Salvador Dalí                          |                 | Paul Morrison           |
| 2010 | Emlékezz rám                      | Remember Me                               | Tyler Hawkins                          | Simonyi Balázs  | Allen Coulter           |
| 2010 | Alkonyat – Napfogyatkozás         | The Twilight Saga: Eclipse                | Edward Cullen                          | Szvetlov Balázs | David Slade             |
| 2010 | Szerelem és bizalmatlanság        | Love & Distrust                           | Richard                                |                 | Lorraine Bracco         |
| 2011 | Vizet az elefántnak               | Water for Elephants                       | Jacob Jankowski                        | Szatory Dávid   | Francis Lawrence        |
| 2011 | Alkonyat: Hajnalhasadás – 1. rész | The Twilight Saga: Breaking Dawn – Part 1 | Edward Cullen                          | Szvetlov Balázs | Bill Condon (1.)        |
| 2012 | Bel Ami – A szépfiú               | Bel Ami                                   | Georges Duroy                          | Szvetlov Balázs | Declan Donnellan        |
| 2012 | Bel Ami – A szépfiú               | Bel Ami                                   | Georges Duroy                          | Szvetlov Balázs | Nick Ormerod            |
| 2012 | Cosmopolis                        | Cosmopolis                                | Eric Packer                            | Szvetlov Balázs | David Cronenberg (1.)   |
| 2012 | Alkonyat: Hajnalhasadás – 2. rész | The Twilight Saga: Breaking Dawn – Part 2 | Edward Cullen                          | Szvetlov Balázs | Bill Condon (2.)        |
| 2014 | Országúti bosszú                  | The Rover                                 | Raynolds                               | Szvetlov Balázs | David Michôd (1.)       |
| 2014 | Térkép a csillagokhoz             | Maps to the Stars                         | Jerome Fontana                         | Gacsal Ádám     | David Cronenberg (2.)   |
| 2015 |                                   | Life                                      | Dennis Stock                           |                 | Anton Corbijn           |
| 2015 | A sivatag királynője              | Queen of the Desert                       | T. E. Lawrence                         |                 | Werner Herzog           |
| 2016 | Z – Az elveszett város            | The Lost City of Z                        | Henry Costin                           | Lengyel Tamás   | James Gray              |
| 2016 | Egy vezér gyermekkora             | The Childhood of a Leader                 | Charles Marker / felnőtt Prescott      |                 | Brady Corbet            |
| 2017 | Jólét                             | Good Time                                 | Constantine "Connie" Nikas             |                 | Josh és Benny Safdie    |
| 2018 | Hölgy                             | Damsel                                    | Samuel Alabaster                       |                 | David és Nathan Zellner |
| 2018 | Csillagok határán                 | High Life                                 | Monte                                  | Szatory Dávid   | Claire Denis            |
| 2019 | A világítótorony                  | The Lighthouse                            | Ephraim Winslow / Thomas Howard        | Szatory Dávid   | Robert Eggers           |
| 2019 | V. Henrik                         | The King                                  | Valois Lajos guyenne-i herceg          | Gacsal Ádám     | David Michôd (2.)       |
| 2019 | A barbárokra várva                | Waiting for the Barbarians                | Mandel altiszt                         | Szatory Dávid   | Ciro Guerra             |
| 2020 | Tenet                             | Tenet                                     | Neil                                   | Hajdu Tibor     | Christopher Nolan       |
| 2020 | Mindig az ördöggel                | The Devil All the Time                    | Preston Teagardin                      |                 | Antonio Campos          |
| 2022 | Batman                            | The Batman                                | Bruce Wayne / Batman                   | Hajdu Tibor     | Matt Reeves             |
| 2023 | A fiú és a szürke gém             | The Boy and the Heron                     | A szürke gém (hangja)                  | Háda János      | Mijazaki Hajao          |
| 2025 | Mickey 17                         | Mickey 17                                 | Mickey Barnes                          | Hajdu Tibor     | Pong Dzsunho            |

### Televízió

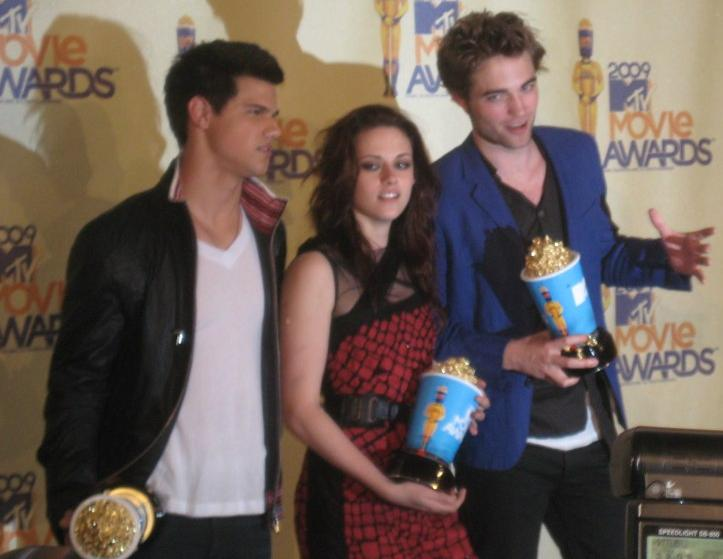
Taylor Lautnerrel és Kristen Stewarttal a 2009-es MTV Movie Awards díjkiosztóján

| Év   | Magyar cím   | Eredeti cím               | Szerep      | Megjegyzések                               |
| ---- | ------------ | ------------------------- | ----------- | ------------------------------------------ |
| 2004 | A gyűrű átka | Ring of the Nibelungs     | Giselher    | - tévéfilm - magyar hangja: - Zámbori Soma |
| 2006 |              | The Haunted Airman        | Toby Jugg   | tévéfilm                                   |
| 2007 |              | The Bad Mother's Handbook | Daniel Gale | tévéfilm                                   |

## Díjak és jelölések
- 2013 – Arany Málna díj – a legrosszabb színészgárda – Alkonyat – Hajnalhasadás 2. rész
- 2013 – Arany Málna díj jelölés – a legrosszabb páros – Alkonyat – Hajnalhasadás 2. rész
- 2013 – Arany Málna díj jelölés – a legrosszabb színész – Alkonyat – Hajnalhasadás 2. rész
- 2011 – Arany Málna díj jelölés – a legrosszabb színész – Alkonyat – Napfogyatkozás
- 2011 – Arany Málna díj jelölés – a legrosszabb színész – Emlékezz rám
- 2010 – Arany Málna díj jelölés – a legrosszabb férfi epizódszereplő – Alkonyat – Újhold
- 2010 – Arany Málna díj jelölés – a legrosszabb páros – Alkonyat – Újhold

## Fordítás
- Ez a szócikk részben vagy egészben  a   Robert Pattinson című angol Wikipédia-szócikk fordításán alapul.  Az eredeti cikk szerkesztőit annak laptörténete sorolja fel. Ez a jelzés csupán a megfogalmazás eredetét és a szerzői jogokat jelzi, nem szolgál a cikkben szereplő információk forrásmegjelöléseként.